# Кастахта (река)
Кастахта (алт. Кастакту) — река в России, протекает по Республике Алтай. Устье реки находится в 490 км по левому берегу реки Катунь. Длина реки составляет 26 км, площадь водосборного бассейна 149 км².

## Данные водного реестра
По данным государственного водного реестра России относится к Верхнеобскому бассейновому округу, водохозяйственный участок реки — Катунь, речной подбассейн реки — Бия и Катунь. Речной бассейн реки — (Верхняя) Обь до впадения Иртыша.

## Населённые пункты
Село Кастахта. На его северной окраине в Кастахту впадает р. Поперечная.